# Кузнецова, Антонина Михайловна
Антони́на Миха́йловна Кузнецо́ва (род. 4 ноября 1941, Рыбинск, Ярославская область) — советская и российская актриса, мастер художественного слова, режиссёр, педагог, профессор кафедры сценической речи ГИТИС. Заслуженная артистка РСФСР (1989). Народная артистка Российской Федерации (1995).

## Биография
Антонина Кузнецова родилась 4 ноября 1941 года в Рыбинске.
Окончила Ярославское театральное училище в 1966 году (ныне Ярославский государственный театральный институт). С 1966 по 1969 год — актриса Московского драматического театра имени М. Н. Ермоловой. С 1969 года — артистка Московской государственной академической филармонии (мастер художественного слова).
С 1988 года преподаёт на кафедре сценической речи Государственного института театрального искусства имени А. В. Луначарского (ныне Российский университет театрального искусства). Работает на следующих факультетах: режиссёрский (мастерские профессора Андрея Александровича Гончарова, профессора Марка Анатольевича Захарова) и факультет эстрады (мастерская профессора Г. А. Хазанова).
С 1992 года — председатель Московского Речевого центра при Союзе театральных деятелей РФ.

## Деятельность
Первые программы были сделаны для детей: главы из книг Марка Твена «Приключения Тома Сойера» (1968) и Астрид Линдгрен «Пеппи Длинныйчулок» (1969).
В сольном репертуаре актрисы такие произведения как «Поэзия Франции» (Франсуа Вийон, Пьер-Жан де Беранже), «Друзья души моей» (поэты пушкинской плеяды), «Итог жизни» (об Александре Сергеевиче Грибоедове), «Записки кавалерист-девицы Надежды Дуровой», «Горе от ума» (А. С. Грибоедов); «Моё святое ремесло» и «Я от природы весёлая» (Марина Ивановна Цветаева), «Сестра моя — жизнь» (Борис Леонидович Пастернак), «Бывшая Россия» (Владимир Владимирович Набоков), «О времени и о судьбе» (Владимир Семёнович Высоцкий), «Прогулки по Парижу» (поэзия Франции XV—XX веков), «Русский Париж», «Русский Берлин» (первая волна русской эмиграции), «Давай ронять слова» (поэзия Серебряного века), «Нева, безмолвие, гранит…» (Петербург XIX—XX века), «Два века русской поэзии», «Концы и начала» (Александр Иванович Герцен), «История времён террора» (Альфред де Виньи), «Ах, как славно мы умрём!» (день 14 декабря 1825 года), «Задумчив я брожу» (Александр Сергеевич Пушкин), «Поэзия первой оттепели» (Белла Ахатовна Ахмадулина, Андрей Арсеньевич Тарковский, Булат Шалвович Окуджава, Юрий Евгеньевич Ряшенцев), «Любви старинные туманы» (Исаак Эммануилович Бабель, Ги де Мопассан, Каролина Карловна Павлова, Марина Ивановна Цветаева), «И бурный век вокруг» (Давид Самуилович Самойлов), «Прогулки по Москве» (Константин Николаевич Батюшков, Александр Сергеевич Пушкин, Александр Сергеевич Грибоедов, Александр Иванович Герцен, Михаил Евграфович Салтыков-Щедрин, Иван Сергеевич Шмелёв, Марина Ивановна Цветаева, Борис Леонидович Пастернак, Андрей Белый, Михаил Афанасьевич Булгаков, Давид Самуилович Самойлов, Булат Шалвович Окуджава); «Бомарше-Фигаро» (Бомарше, Гюден, Грандель, Галле).
Программами, исполненными с симфоническим оркестром, являются: «Пер Гюнт» (Генрик Ибсен, музыка Эдварда Грига); «Арлезианка» (Альфонс Доде, музыка Жорж Бизе), «Фауст» (Иоганн Вольфганг фон Гёте, музыка Ференца Листа), «Евгений Онегин» (Александр Сергеевич Пушкин, музыка Сергея Сергеевича Прокофьева), «Медный всадник» (Александр Сергеевич Пушкин, музыка Рейнгольда Морицевича Глиэра), «Метель» (Александр Сергеевич Пушкин, музыка Георгия Васильевича Свиридова), «Гамлет» (Уильям Шекспир, музыка Дмитрия Дмитриевича Шостаковича), «Сон в летнюю ночь» (Уильям Шекспир, музыка Феликса Мендельсона), «Поэма без героя» (Анна Андреевна Ахматова, музыка Игоря Фёдоровича Стравинского, Сергея Сергеевича Прокофьева, Дмитрия Дмитриевича Шостаковича), «Времена года» (поэзия XIX века, музыка Петра Ильича Чайковского).
Принимала участие в создании следующих телефильмов (сценарист, актриса): «Уход» (по Марине Ивановне Цветаевой), «Между любовью и любовью распят мой век» (М. И. Цветаева в Праге), «Двух станов не боец» (М. И. Цветаева в Париже), «Меня, как реку, суровая эпоха повернула» (М. И. Цветаева), «Не похороните живой» (М.Цветаева), «И отзовётся тишина» (фильм-монолог), «Пер Гюнт» (с симфоническим оркестром), «Евгений Онегин» (с симфоническим оркестром), «Ангелом задетый» (Владимир Владимирович Набоков), «Я устал от двадцатого века», «Прозёванный гений» (Сигмунд Доминикович Кржижановский).
А. М. Кузнецова ежегодно давала концертные программы и моноспектакли в Доме художника (персональный абонемент МГАФ), в Концертном зале имени П. И Чайковского (абонемент МГАФ «Звёзды звучащего слова»), в Большом зале Московской консерватории, в Театре музыки и поэзии Елены Камбуровой, а также в концертных залах различных городов России.

## Публикации
- Учебник «Сценическая речь» (автор главы «Произведения, рекомендованные для работы на старших курсах»);
- «Моя душа теряет голову…: Ранняя Цветаева в театральной школе» // В сборнике Сценическая речь в театральном вузе. — Вып. 1, 2006.
- «Итог жизни» (А. С. Грибоедов) // В сборнике «Искусство звучащего слова». — Вып. 23. — 1980.
- «Цветаева и Гёте» // В сборнике «Марина Цветаева и Франция». — 2002. (а также в интернет-журнале «Торонтский славянский квартальник». — № 8. — 2004)
- «Только такие создают такое: письмо к Борису Пастернаку — 1935 г.» // В сборнике «Марина Цветаева в XXI веке». — 2003. (а также в Интернет-журнале «Торонтский славянский квартальник». — № 11. — 2004)
- «Любовь или бессмертие» — М: Издательский дом Стратегия, 2005. (а также в журнале «Историк и художник», № 2, 2006)
- «Одиночество — есть мироощущение: по следам Марины Цветаевой и чеховской „Чайки“» — М: Издательский дом Стратегия, 2005. (а также в Интернет-журнале «Торонтский славянский квартальник». — № 16. — 2005)
- «Час мировых сиротств» — журнал «Историк и художник». — № 1. — 2007.
- «Пошехонский дневник» — газета «Русская мысль» ROTO PRESS PARIS (1991—2000 гг., NN 4006-4008, 4010-4011, 4216-4219, 4293-4294, 4338-4339).

## Награды и звания
- Орден Почёта (22 сентября 2006)[3].
- Народная артистка Российской Федерации (27 ноября 1995 года).
- Заслуженная артистка РСФСР (8 сентября 1989 года).
- Золотая Пушкинская медаль[2].
- Лауреат Премии Москвы.
- В 1998 году ей было присвоено почётное звание профессора[1].